# Ефлов, Борис Александрович
Бори́с Алекса́ндрович Ефло́в (31 декабря 1926, Селище, Ярославская губерния — 17 марта 2013, Кострома) — советский и российский художник-живописец, график, мастер деревенского пейзажа, член Творческого союза художников России.

## Биография

### Семья
Родился 31 декабря 1926 года в деревне Селище (ныне — Борисоглебского района Ярославской области), рядом с которой располагалась войсковая часть его отца. Отец — Ефлов Александр Григорьевич, кадровый офицер, мать — Колчина Клавдия Васильевна родом из зажиточной крестьянской семьи. Борис рано остался без отца, репрессированного и расстрелянного в 1938 году, впоследствии реабилитированного посмертно. Ввиду этого семья вынужденно переехала к знакомым в Кострому.
В детстве Борис был увлечен рисованием, копируя различные классические работы известных художников. Вследствие тяжелейшего материального положения семьи на рубеже семнадцати лет ушел добровольцем в армию.

### В армии
После короткой учебной подготовки был направлен в действующие подразделения Черноморского флота. Служил сначала на гвардейском крейсере «Красный Крым», потом до демобилизации в должности комендора головного орудия служил на эскадренном миноносце «Огневой». Во время немногочисленных увольнений посещал курсы рисунка в художественной студии Севастополя. Сохранившиеся рисунки той поры экспонировались на тематических выставках.

### В Костроме
Вернувшись к семье, в 1951 году работал в Костромском кукольном театре художником-декоратором.
 
Вступил в брак с Анисимовой (Ефловой) Валентиной Александровной в 1952 году, в браке у них родились два сына — Владимир (1955) и Александр (1959), которые посвятили себя научной и преподавательской деятельности.
С 1953 по 1958 год учился в Костромском художественном училище. Далее до выхода на пенсию проработал в мастерских Художественного фонда Российской Федерации. Художник по призванию и по профессии, Борис всегда находил время для пленэров в родном крае. Общаясь с природой, он писал многочисленные этюды, которые позволили в дальнейшем в тишине мастерской создавать уникальные по насыщенности цветом и глубоким содержанием картины: «Бабье лето», «Листопад», «На речке, на речке…».
Значительный творческий задел появился благодаря поездкам в Вологодскую область, город Кириллов, где родились знаменитые акварели художника: «Угловая башня», «Дорога к храму», «Святые врата».
Во время посещения города Североморска Борис проникся волшебной красотой Севера, которая уже не отпускала его никогда. Магическая тяга Севера привела Бориса в Карелию. Он не единожды посетил этот край и именно благодаря полученным впечатлениям написал несколько лучших своих монументальных работ — «Карелия», «Карельские камни».
С 1957 являлся участником многочисленных выставок, многие из которых были персональными.
Работы Бориса Ефлова продаются и активно находят своих владельцев на больших европейских аукционах (интернет-аукцион CATAWIKI, картина «В зимнем затоне», 1960 г., дата состоявшихся торгов 6.01.2024).
Борис Ефлов скончался 17 марта 2013 года в возрасте 86 лет в Костроме, похоронен в селе Ильинском под Костромой.

## Творчество

### Членство и награды
- Член Творческого союза художников России
- «Золотая медаль» Творческого союза художников России

### Важнейшие работы
- Мама, 1957
- Валентина, 1957
- Привокзальный район, 1960
- Храм села Спас-Вежи, 1966
- Угловая башня, 1967
- Дорога к храму, 1968
- Святые врата, 1968
- Мороз и солнце, 1971
- Железнодорожный вокзал, 1972
- На речке, на речке... 1975
- Октябрь в деревне, 1978
- Листопад, 1982
- Бабье лето, 1982
- Грусть осенняя, 1982
- Деревенские задворки, 1986
- На развалинах памяти, 1988
- Вечность и один день, 1993
- Вечные символы России, 1996
- Карельские камни, 1996
- Барский погост, 1997
- Лесная дорога, 1997
- Увядание, 1999
- Карелия, 2004

### Выставочная деятельность
С 1958 до нынешнего времени работы Бориса Ефлова побывали на нескольких десятках выставок. В последние годы они были в большинстве своем персональные. Основные из них перечислены ниже:
- «Современные художники в традициях древней русской земли». Италия (1992). Организаторы выставки: фирма Sytco (Италия) и Министерство культуры СССР (Всесоюзное внешнеэкономическое объединение ордена дружбы народов «Международная Книга»)[4]
- «Советское искусство, Социалистический реализм, 1945—1980 г.» Барселона, Музей современного искусства, Галерея Ингуанзо (1992)[5]
- «Прозрачный свет акварели». Кострома, галерея «Перпетуум Арт» (2006)[6]
- Юбилейная выставка, посвященная восьмидесятилетию художника. Кострома, Романовский музей (2007)
- Выставка — прощание с художником. Выставочный зал Администрации города Костромы (2013)
- Выставка графических портретов и рисунков. Костромская синагога (2014)[7]
- «Лесною дорогой». Костромской областной музей природы (2016)
- Выставка, посвященная девяностолетию художника «Варварин дом». Кострома, бывшее Дворянское собрание (2017)[8][9]
- «Магия севера глазами Бориса Ефлова». Карелия, Сортавала (2017)[3]
- «Танец отражений». Музей Киериккикескус (Kierikkikeskus), Оулу, Финляндия (2021)[10]
- «Борис Ефлов. Исповедь акварели». Свято-Троицкий Ипатьевский монастырь, Кострома, (2023)
- «Борис Ефлов. Воплощение». КЗЦ «Миллениум», Ярославль, (2023)
- Выставка академических портретов «Что-то в их лицах есть». КЗЦ «Миллениум», Ярославль, (2024)

## Фильмы
В 2021 году музейно-научный центр Luuppi г. Оулу опубликовал библиографический фильм о художнике на своем YouTube-канале: Борис Ефлов. Танец отражений на YouTube.